# Nathaniel Job Hammond

Nathaniel Job Hammond

Nathaniel Job Hammond (* 26. Dezember 1833 im Elbert County, Georgia; † 20. April 1899 in Atlanta, Georgia) war ein US-amerikanischer Jurist und Politiker. Zwischen 1879 und 1887 vertrat er den Bundesstaat Georgia im US-Repräsentantenhaus.

## Werdegang
Nathaniel Hammond besuchte die öffentlichen Schulen seiner Heimat und studierte danach bis 1852 an der University of Georgia in Athens. Nach einem anschließenden Jurastudium und seiner im Jahr 1853 erfolgten Zulassung als Rechtsanwalt begann er in Atlanta in seinem neuen Beruf zu arbeiten. Zwischen 1861 und 1865 war er Staatsanwalt im Gerichtsbezirk von Atlanta. Zwischen 1867 und 1872 fungierte er als Protokollführer am Obersten Gerichtshof von Georgia. Politisch schloss sich Hammond der Demokratischen Partei an. Von 1872 bis 1877 bekleidete er das Amt des Attorney General seines Staates. In den Jahren 1865 und 1877 war er Mitglied auf Versammlungen zur Überarbeitung der Verfassung von Georgia. Ab 1872 war er auch Kurator der University of Georgia.
Bei den Kongresswahlen des Jahres 1878 wurde Hammond im fünften Wahlbezirk von Georgia in das US-Repräsentantenhaus in Washington, D.C. gewählt, wo er am 4. März 1879 die Nachfolge von Milton A. Candler antrat. Nach drei Wiederwahlen konnte er bis zum 3. März 1887 vier Legislaturperioden im Kongress absolvieren. Für die Wahlen des Jahres 1886 wurde Hammond von seiner Partei nicht mehr für eine weitere Legislaturperiode nominiert. In den folgenden Jahren arbeitete er wieder als Rechtsanwalt in Atlanta. Dort ist er am 20. April 1899 auch verstorben.